# 북부산 요금소
북부산 요금소(N.Busan TG)는 부산광역시 강서구 남해고속도로 281 (강동동)에 위치한 남해고속도로 본선 상의 요금소이다. 대저 분기점에서 서쪽으로 약 3.5km 떨어져 있다.
1976년 4월 1일 남해고속도로의 부산 ~ 마산 구간이 유료화가 되면서 통행료를 징수하기 위해 현재의 대저 분기점 동쪽에 구포 요금소라는 명칭으로 영업을 개시했고, 이후 현재의 위치인 강동동으로 요금소가 이전하였다.

## 연혁
- 1976년 4월 1일 : 남해고속도로 부산 ~ 마산 구간 유료화와 함께 김해군 대저읍 출두리 493-1 일원에 구포 요금소로 영업 개시
- 1984년 8월 1일 : 요금소 이전 공사로 인해 부산직할시 북구 강동동 200m 구간 도로구역 변경[2]

## 교통량 정보
| 요금소          | 통행량 (대/일) | 통행량 (대/일) | 통행량 (대/일) | 통행량 (대/일) | 통행량 (대/일) | 통행량 (대/일) | 통행량 (대/일) | 통행량 (대/일) | 통행량 (대/일) | 통행량 (대/일) | 각주  |
| 요금소          | 2001년         | 2002년         | 2003년         | 2004년         | 2005년         | 2006년         | 2007년         | 2008년         | 2009년         | 2010년         | 각주  |
| --------------- | -------------- | -------------- | -------------- | -------------- | -------------- | -------------- | -------------- | -------------- | -------------- | -------------- | ----- |
| 북부산 (폐쇄식) | 42,744         | 47,117         | 48,851         | 48,150         | 48,330         | 48,458         | 50,635         | 50,570         | 50,119         | 47,025         | [ 3 ] |
| 요금소          | 2011년         | 2012년         | 2013년         | 2014년         | 2015년         | 2016년         | 2017년         | 2018년         | 2019년         |                | [ 3 ] |
| 북부산 (폐쇄식) | 46,062         | 44,589         | 44,125         | 43,635         | 36,508         | 35,940         | 35,469         | 32,920         | 33,630         |                | [ 3 ] |

## 부산 방향(상행선)
- 하이패스 전용 차로 :1차로,2차로
- 일반 진출차로 : 3차로 ~ 12차로

## 순천 방향(하행선)
- 하이패스 전용 차로 : 1차로,2차로
- 일반 진입차로 : 3차로 ~ 6차로